# Кенні Роллінз
Кеннет Герман «Кенні» Роллінз (англ. Kenneth Herman "Kenny" Rollins; 14 вересня 1923, Чарлстон, штат Міссурі, США — 9 жовтня 2012, Гринкасл, штат Індіана, США) — американський професійний баскетболіст, який запам'ятався своїми виступами на студентському рівні у складі «Чудової п'ятірки» з «Кентуккі Вайлдкетс». Грав у Національній баскетбольній асоціації за клуби «Чикаго Стегс» і «Бостон Селтікс». Чемпіон літніх Олімпійських ігор 1948 року в Лондоні. Його молодший брат Філ Роллінз також виступав у НБА (1958—1961).

## Ранні роки
Кенні Роллінз народився 14 вересня 1923 року в місті Чарлстон (штат Міссурі), навчався в середній школі Вікліфф з однойменного міста (штат Кентуккі), в якій грав за місцеву баскетбольну команду.

## Студентська кар'єра
1948 року закінчив Університет Кентуккі, де протягом трьох з перервою років грав за баскетбольну команду «Кентуккі Вайлдкетс», у якій провів успішну кар'єру під керівництвом тренера, члена баскетбольної Зали слави, Адольфа Раппа, набравши в 98 іграх 684 очок (в середньому 7,0 за гру). З допомогою Роллінза «Дикі коти» два роки поспіль вигравали регулярний чемпіонат і турнір Південно-Східної конференції (1947—1948), а також один раз виходили в плей-оф студентського чемпіонату США (1948).
У сезоні 1947/1948 років «Кентуккі Вайлдкетс» стали чемпіонами Національної асоціації студентського спорту (NCAA). Того року Кенні Роллінз був капітаном команди. 19 березня 1948 року вони вийшли у фінал чотирьох турніру NCAA (англ. Final Four), де спочатку у півфінальному матчі, 20 березня, обіграли команду Джорджа Кафтана і Боба Коузі «Холі-Крос Крузейдерс» з рахунком 60-52. У цій грі Роллінз став четвертим за результативністю гравцем своєї команди, набравши 8 очок. Потім у фінальній грі, 23 березня, розгромили команду Джекі Робінсона і Реда Овенса «Бейлор Бірс» з рахунком 58-42. У цій грі Кенні став третім за результативністю гравцем своєї команди, набравши 9 очок.
Крім того в 1946 році баскетболісти «Кентуккі Вайлдкетс» стали чемпіонами Національного турніру за запрошенням (NIT), обігравши у фінальному матчі у впертій боротьбі команду Род-Айлендського університету «Род-Айленд Ремс» з рахунком 46-45, а 1947 року — віце-чемпіонами цього ж турніру, програвши у фінальному матчі у впертій боротьбі команді університету Юти «Юта Ютес» з рахунком 45-49. У двох останніх сезонах у складі «Вайлдкетс» Кенні включався в 1-шу збірну всіх зірок Південно-Східної конференції. Светр з номером 26, під яким Роллінз виступав за «Кентуккі Вайлдкетс», був вилучений з обігу і вивішений під склепіннями «Рапп-арени», баскетбольного майданчика, на якому «Дикі коти» проводять свої домашні матчі.

## Професійна кар'єра
Грав на позиції розігруючого захисника. Команда «Форт-Вейн Пістонс», що виступала в Баскетбольній асоціації Америки (БАА) вибрала Кенні Роллінза під 47-м номером на драфті БАА 1948 року. Але, не провівши в її складі жодного матчу, він був проданий в клуб «Чикаго Стегс». Пізніше виступав за команди «Луїсвілл Алумнайтс» (НПБЛ) і «Бостон Селтікс» (НБА). Загалом у НБА провів 2 сезони, а БАА і НПБЛ — по 1 сезону. Загалом за кар'єру в БАА/НБА зіграв 168 ігор, у яких набрав 817 очок (в середньому 4,9 за гру), зробив 45 підбирань і віддав 344 передачі.

## Кар'єра в збірній
1948 року Кенні Роллінз став у складі збірної США чемпіоном літніх Олімпійських ігор 1948 у Лондоні. Кістяк цієї команди складали баскетболісти так званої «Чудової п'ятірки» з «Кентуккі Вайлдкетс», а також гравці команди «Філліпс 66» з Любительського спортивного об'єднання (AAU).

## Родина і смерть
Під час Другої світової війни, коли Роллінз служив у Військово-морських силах США, йому довелося на три роки перервати навчання в університеті (1943—1946). Кенні Роллінз помер у вівторок, 9 жовтня 2012 року, на 90-му році життя в місті Гринкасл (штат Індіана).